# Cimetière de Collserola
Le cimetière de Collserola est un cimetière extra-muros de la ville de Barcelone, situé dans la montagne de Collserola. 

## Localisation et présentation
Niché sur les flancs nord du secteur naturel protégé du parc de Collserola, le lieu est administrativement situé sur le territoire des villes de Montcada i Reixac et de Cerdanyola del Vallès.
Difficile d'accès et relativement excentré, il est préservé du tourisme international contrairement aux autres cimetières de Barcelone intra-muros, comme celui de Montjuïc ou du Poblenou. 
Il est également l'un des plus récents cimetières gérés par la mairie de Barcelone, ouvert le 27 juin 1972 dans le parc de Collserola, avant le cimetière des Roques Blanques inauguré dans la ville du Papiol en 1984. 
Le cimetière accueille des sections dédiées aux religions chrétienne, juive et musulmane.

## Histoire
En 2003, les obsèques de l'écrivain Manuel Vázquez Montalbán ont eu lieu au crématorium, dans l'intimité.

## Sépultures de personnalités
- Carles Buïgas (1898-1979), architecte, créateur de la Fontaine magique de Montjuïc;
- Maria Aurèlia Capmany (1918-1991), écrivaine
- Jaume Perich (1941-1995), dessinateur de presse

- Antoni Tàpies (1923-2012), peintre[8]